# Парк Дон Джуссані
Парк Дон Джюссані, раніше відомий як Parco Solari , є одним з найбільш відомих і популярних парків у Мілані. У 2006 році парк було перейменовано в пам'ять про Don Giussani, засновника Comunione e Liberazione, нового напрямку в католицизмі.
Серед флори парку помітні: гірський та сріблястий клен, гімалайський та атласький кедр, каштан, Cercis siliquastrum, алича, дуб, граб, бук, магнолія, в'яз, платан, слива, дуб, тополя, кілька різновидів гортензій та троянд.
У центрі парку — фонтан, поруч — скульптура Кан Ясуда "Ворота повернення ". Є чотири ігрові майданчики і три обгороджені зони для собак.

## З історії
Парк був створений в тридцятих роках за проектом архітектора Енріко Казіраґі на території, де проходив сайдинг між залізничними лініями Мілан-Мортара та Мілан-Мусокко. Територія новоствореного парку спочатку використовувалася як місце прийому великої рогатої худоби на міську бойню, що розташувалася на пл. Сант Аґостіно. Спочатку вздовж парку протікала р. Олона і впадала в док Порта Тічінезе, а з плином часу — річку повністю покрили та змінили напрям її руху, щоб уникнути ризику забруднення каналів.
У 1963 році за проектом архітектора Арріґо Арріґетті в парку був побудований міський басейн (басейн Соларі). У 2004 році була зроблена реконструкція парку (покращене освітлення і система відеоспостереження). Парк розташований на зупинці метро Sant'Agostino, зелена лінія М2.

## Галерея

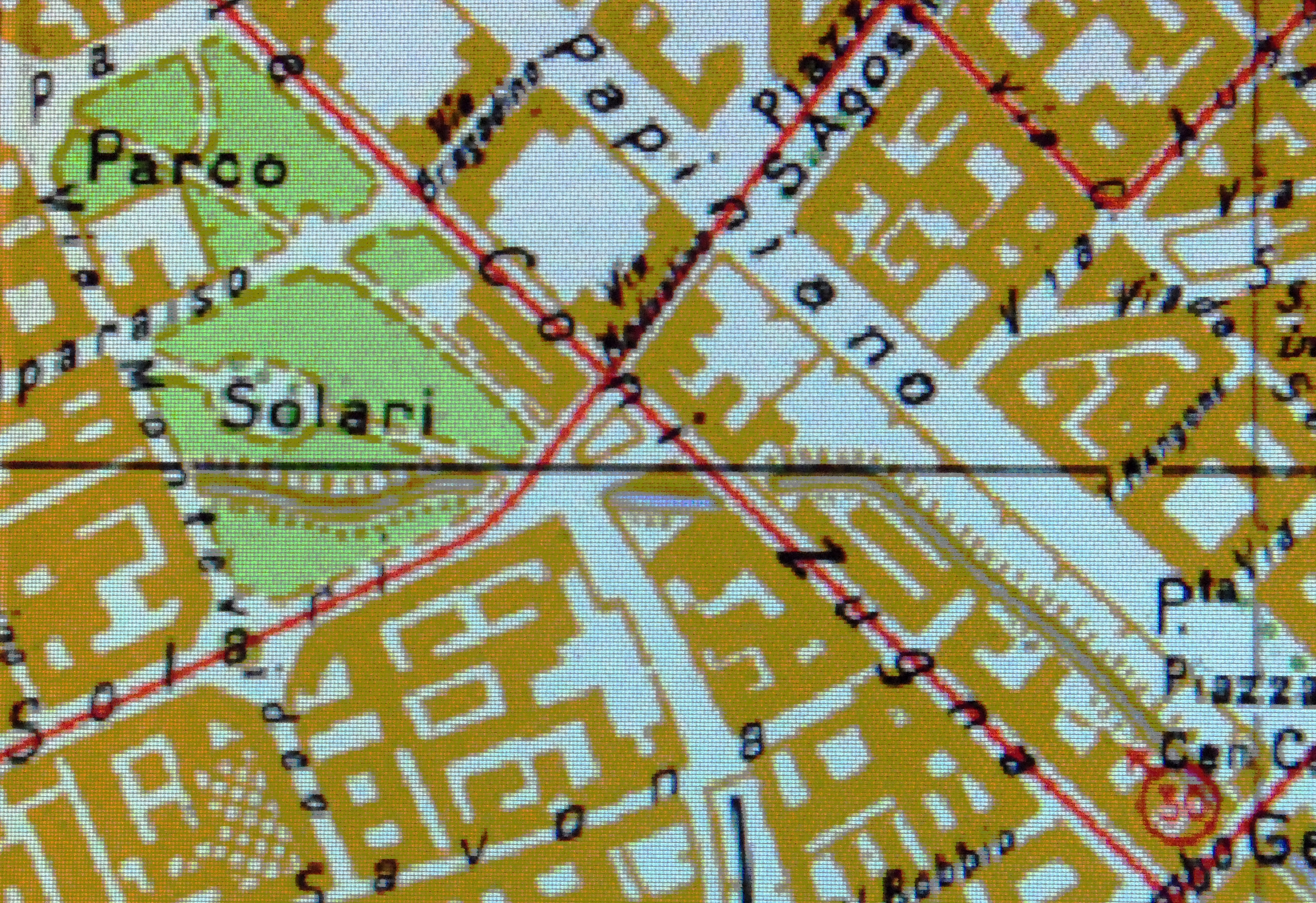
План парку в 1937 р.
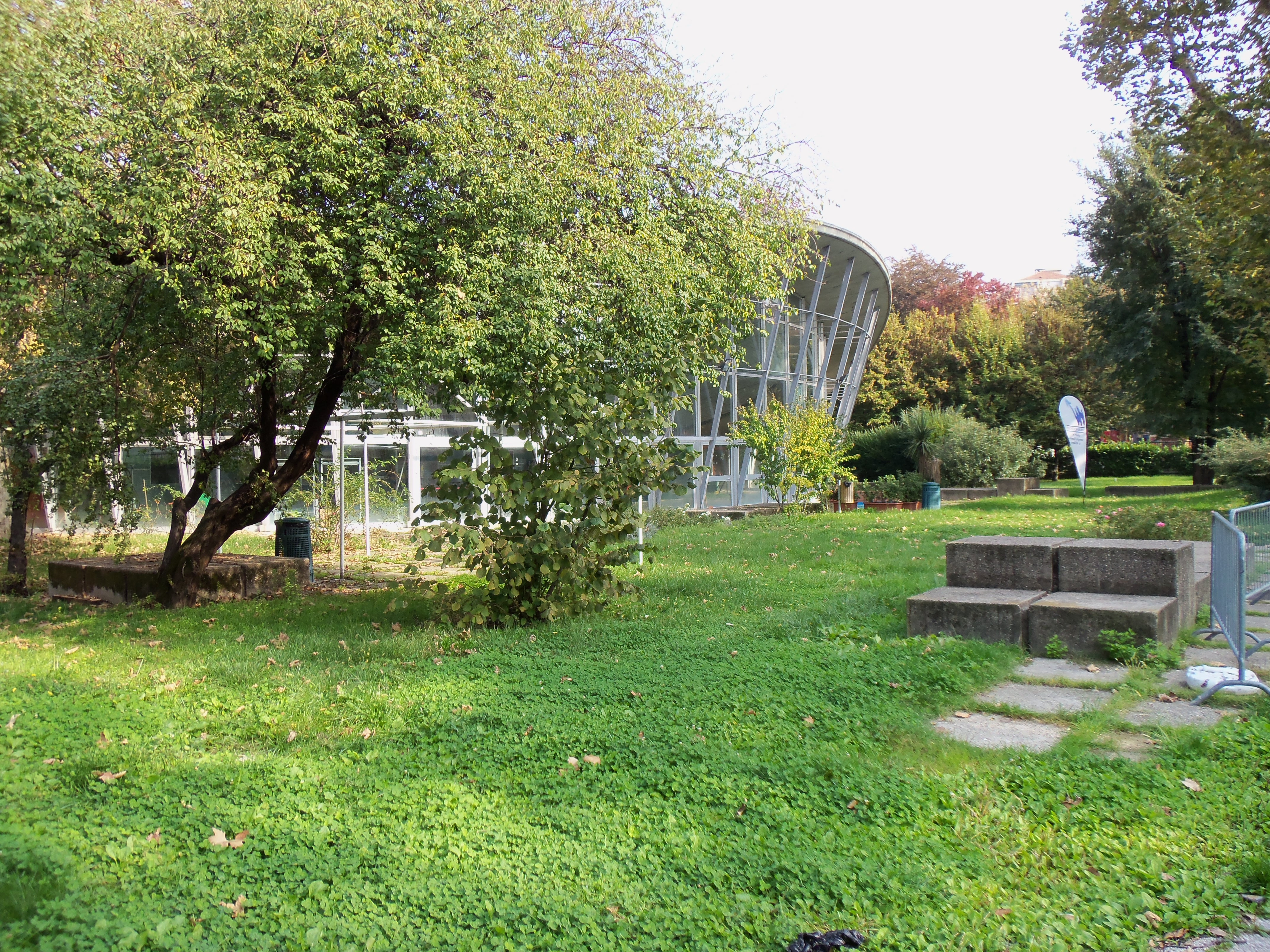
Басейн в парку